# Municipio de Sandyston
El municipio de Sandyston (en inglés: Sandyston Township) es un municipio ubicado en el condado de Sussex en el estado estadounidense de Nueva Jersey. En el año 2006 tenía una población de 1,924 habitantes y una densidad poblacional de 16 personas por km².

## Geografía
El municipio de Sandyston se encuentra ubicado en las coordenadas 41°12′53″N 74°48′19″O / 41.21472, -74.80528.

## Demografía
Según la Oficina del Censo en 2000 los ingresos medios por hogar en el municipio eran de $45,368 y los ingresos medios por familia eran $50,833. Los hombres tenían unos ingresos medios de $39,569 frente a los $25,221 para las mujeres. La renta per cápita para la localidad era de $20,676. Alrededor del 12% de la población estaba por debajo del umbral de pobreza.